# Monique Cras
Pour les articles homonymes, voir Cras.
Monique Amélie Cras, née à Brest le 10 septembre 1910 et morte à Paris 7e le 17 décembre 2007, est une peintre et affichiste française.

## Biographie
Fille du compositeur Jean Cras, élève de Jean-Paul Laurens et Louis Roger à l'École nationale supérieure des beaux-arts, elle expose dès 1926 au Salon des artistes français et, en 1928 au Salon d'automne dont elle est membre propose la toile Ecce homo. Elle prend part aussi au Salon des indépendants. 
Elle remporte de nombreux prix en France et à l’étranger : prix Chenavrard, deux fois le prix Gay-Lebrun, prix Dulac, prix Henner, plusieurs fois le prix Taylor et, entre autres, le prix des gouverneurs pour l’Afrique Occidentale Française. Ayant reçu une bourse d’étude, elle voyage en Afrique du Nord et visite ainsi le Maroc, l’Algérie et la Tunisie. Pensionnaire de la Casa de Velázquez de 1939 à 1940, elle retourne en Afrique et voyage au Sénégal, en Mauritanie et au Niger, ce qui la fait considérer comme une artiste africaniste. 
En outre, elle produit des commandes pour l’État Français, la Ville de Paris, la Nouvelle-Calédonie, l'Outre-mer, etc.
En parallèle, Monique Cras consacre une partie de ses travaux à la mémoire de son père, notamment sur sa correspondance pour la rendre publique. 
Décédée le 17 décembre 2007, elle est inhumée à Brest le 21 décembre 2007.

## Exposition
Elle fait partie des artistes présentées dans le cadre de l'exposition « Artistes voyageuses, l'appel des lointains – 1880-1944 » au palais Lumière d'Évian puis au musée de Pont-Aven en 2023.